# Aston Martin LM
La LM è una serie di autovetture da competizione prodotta dalla Aston Martin, complessivamente, dal 1928 al 1932. Le sigle che contraddistinsero i dieci modelli furono LM1, LM2, LM3, LM4, LM5, LM6, LM7, LM8, LM9 e LM10.
Le vetture montavano un motore a quattro cilindri in linea da 1,5 L di cilindrata.
Le prime due vetture vennero iscritti alla 24 Ore di Le Mans del 1928 ma senza successo, dato che si ritirarono prima del traguardo. La LM3 invece partecipò invece a diverse gare organizzate nel Regno Unito nel 1929. Sorte analoga toccò alla LM4 nella stagione successiva (1930). Le LM5, LM6 e LM7 presero in parte invece alla 24 Ore di Le Mans del 1931; in questa gara, la LM6 terminò la gara al primo posto della propria categoria ed arrivò quinta nella classifica assoluta. La L10 partecipò alla 24 Ore di Le Mans nel 1932 e nel 1933 arrivando, rispettivamente, al quinto (primo nella propria categoria) e settimo (secondo nella propria classe) posto.